# Tournoi de Zagreb (judo)
Le Tournoi Grand Prix de Zagreb est une compétition de judo organisée à Zagreb en Croatie. Elle se déroule depuis 2014 au cours du mois de septembre en remplacement Tournoi de Rijeka organisé l'année précédente.
L'édition 2020 est annulée, en raison de la pandémie de Covid-19.

## Éditions
| Édition | Année | Dates                    | Ville hôte |
| ------- | ----- | ------------------------ | ---------- |
| 1re     | 2014  | 12-14 septembre          | Zagreb     |
| 2e      | 2015  | 1er-3 mai                | Zagreb     |
| 3e      | 2016  | 23-25 septembre          | Zagreb     |
| 4e      | 2017  | 29 septembre-1er octobre | Zagreb     |
| 5e      | 2018  | 27-29 juillet            | Zagreb     |
| 6e      | 2019  | 26-28 juillet            | Zagreb     |
| 7e      | 2021  | 24-26 septembre          | Zagreb     |
| 8e      | 2022  | 15-17 juillet            | Zagreb     |
| 9e      | 2023  | 18-20 août               | Zagreb     |

## Palmarès masculin
| Grand Prix | Grand Prix                                              | Grand Prix                                              | Grand Prix                                              | Grand Prix                                              | Grand Prix                                              | Grand Prix                                              | Grand Prix                                              |
| Année      | -60 kg                                                  | -66 kg                                                  | -73 kg                                                  | -81 kg                                                  | -90 kg                                                  | -100 kg                                                 | +100 kg                                                 |
| ---------- | ------------------------------------------------------- | ------------------------------------------------------- | ------------------------------------------------------- | ------------------------------------------------------- | ------------------------------------------------------- | ------------------------------------------------------- | ------------------------------------------------------- |
| 2014       | Ludwig Paischer                                         | Jasper Lefevere                                         | Dex Elmont                                              | Sirazhudin Magomedov                                    | Krisztián Tóth                                          | Adlan Bisultanov                                        | Roy Meyer                                               |
| 2015       | Hovhannes Davtyan                                       | Georgii Zantaraia                                       | Lasha Shavdatuashvili                                   | Szabolcs Krizsan                                        | Krisztián Tóth                                          | Dimitri Peters                                          | Iakiv Khammo                                            |
| 2016       | Vincent Manquest                                        | Andraz Jereb                                            | Dmytro Kanivets                                         | Alan Khubetsov                                          | Alexander Grigorev                                      | Adlan Bisultanov                                        | Daniel Natea                                            |
| 2017       | Amiran Papinashvili                                     | Yuuki Hashiguchi                                        | Rustam Orujov                                           | Attila Ungvári                                          | Krisztián Tóth                                          | Miklós Cirjenics                                        | Teddy Riner                                             |
| 2018       | Naohisa Takato                                          | Tal Flicker                                             | Akil Gjakova                                            | Dominic Ressel                                          | Avtandil Tchrikishvili                                  | Niyaz Ilyasov                                           | Guram Tushishvili                                       |
| 2019       | Sharafuddin Lutfillaev                                  | Alberto Gaitero                                         | Tohar Butbul                                            | Takanori Nagase                                         | Beka Gviniashvili                                       | Shady El Nahas                                          | Gela Zaalishvili                                        |
| 2020       | Édition annulée en raison de la pandémie de coronavirus | Édition annulée en raison de la pandémie de coronavirus | Édition annulée en raison de la pandémie de coronavirus | Édition annulée en raison de la pandémie de coronavirus | Édition annulée en raison de la pandémie de coronavirus | Édition annulée en raison de la pandémie de coronavirus | Édition annulée en raison de la pandémie de coronavirus |
| 2021       | Samuel Hall                                             | Denis Vieru                                             | Hidayət Heydərov                                        | Tato Grigalashvili                                      | Mammadali Mehdiyev                                      | Arman Adamian                                           | Jur Spijkers                                            |
| 2022       | Magzhan Shamshadin                                      | Yashar Najafov                                          | Manuel Lombardo                                         | Alpha Oumar Djalo                                       | Beka Gviniashvili                                       | Michael Korrel                                          | Jur Spijkers                                            |
| 2023       | Dilshot Khalmatov                                       | Willian Lima                                            | Jorge Cano García                                       | Sagi Muki                                               | Krisztián Tóth                                          | Aleksandar Kukolj                                       | Lukáš Krpálek                                           |

## Palmarès féminin
| Grand Prix | Grand Prix                                              | Grand Prix                                              | Grand Prix                                              | Grand Prix                                              | Grand Prix                                              | Grand Prix                                              | Grand Prix                                              |
| Année      | -48 kg                                                  | -52 kg                                                  | -57 kg                                                  | -63 kg                                                  | -70 kg                                                  | -78 kg                                                  | +78 kg                                                  |
| ---------- | ------------------------------------------------------- | ------------------------------------------------------- | ------------------------------------------------------- | ------------------------------------------------------- | ------------------------------------------------------- | ------------------------------------------------------- | ------------------------------------------------------- |
| 2014       | Monica Ungureanu                                        | Annabelle Euranie                                       | Laetitia Blot                                           | Tina Trstenjak                                          | Kelita Zupancic                                         | Anamari Velenšek                                        | Yu Song                                                 |
| 2015       | Dilara Lokmanhekim                                      | Andreea Chițu                                           | Nekoda Smythe-Davis                                     | Tina Trstenjak                                          | Linda Bolder                                            | Anamari Velenšek                                        | Belkıs Zehra Kaya                                       |
| 2016       | Milica Nikolić                                          | Karolina Pieńkowska                                     | Lola Benarroche                                         | Karolina Talach                                         | Barbara Matić                                           | Abigél Joó                                              | Larisa Cerić                                            |
| 2017       | Hiromi Endō                                             | Eleudis Valentim                                        | Momo Tamaoki                                            | Nami Nabekura                                           | Barbara Timo                                            | Shori Hamada                                            | Larisa Cerić                                            |
| 2018       | Daria Bilodid                                           | Ai Shishime                                             | Christa Deguchi                                         | Nami Nabekura                                           | Marie-Eve Gahié                                         | Madeleine Malonga                                       | Anamari Velensek                                        |
| 2019       | Otgontsetseg Galbadrakh                                 | Natsumi Tsunoda                                         | Jessica Klimkait                                        | Tina Trstenjak                                          | Gemma Howell                                            | Mami Umeki                                              | Akira Sone                                              |
| 2020       | Édition annulée en raison de la pandémie de coronavirus | Édition annulée en raison de la pandémie de coronavirus | Édition annulée en raison de la pandémie de coronavirus | Édition annulée en raison de la pandémie de coronavirus | Édition annulée en raison de la pandémie de coronavirus | Édition annulée en raison de la pandémie de coronavirus | Édition annulée en raison de la pandémie de coronavirus |
| 2021       | Blandine Pont                                           | Amber Ryheul                                            | Priscilla Gneto                                         | Andreja Leški                                           | Anka Pogačnik                                           | Karen Stevenson                                         | Julia Tolofua                                           |
| 2022       | Wakana Koga                                             | Uta Abe                                                 | Christa Deguchi                                         | Catherine Beauchemin-Pinard                             | Barbara Matić                                           | Natalie Powell                                          | Raz Hershko                                             |
| 2023       | Mireia La Puerta Comas                                  | Jessica Pereira                                         | Marica Perišić                                          | Lucy Renshall                                           | Lara Cvjetko                                            | Karol Gimenes                                           | Kayra Sayit                                             |